# August Böttger
August Daniel Böttg(ch)er (* 5. September 1850 in Pohlitz; † 31. März 1919 in Gera) war ein deutscher Gastwirt und Politiker (SPD).

## Familie
Böttger war der Sohn des Lein- und Zeugwebermeisters Karl Wilhelm Böttger und dessen Ehefrau Johanna geborene Reber. Er war evangelisch-lutherisch und heiratete am 20. August 1871 in Gera Henriette Hüttig (* 21. März 1846 in Gera; † 15. Dezember 1916 ebenda), die uneheliche Tochter der Christiane Friederike Hüttig aus Gera.
Böttger war Weber in Gera, wo er am 15. November 1876 die Bürgerrechte erwarb. Seit 1901 war er Gastwirt in Gera. Er war Mitglied der SPD und für diese 1896 bis zu seinem Tod Mitglied im Gemeinderat von Gera. Vom 27. Oktober 1901 bis zum 28. September 1919 war er auch Abgeordneter im Landtag Reuß jüngerer Linie.